# De Brand (Nederland)

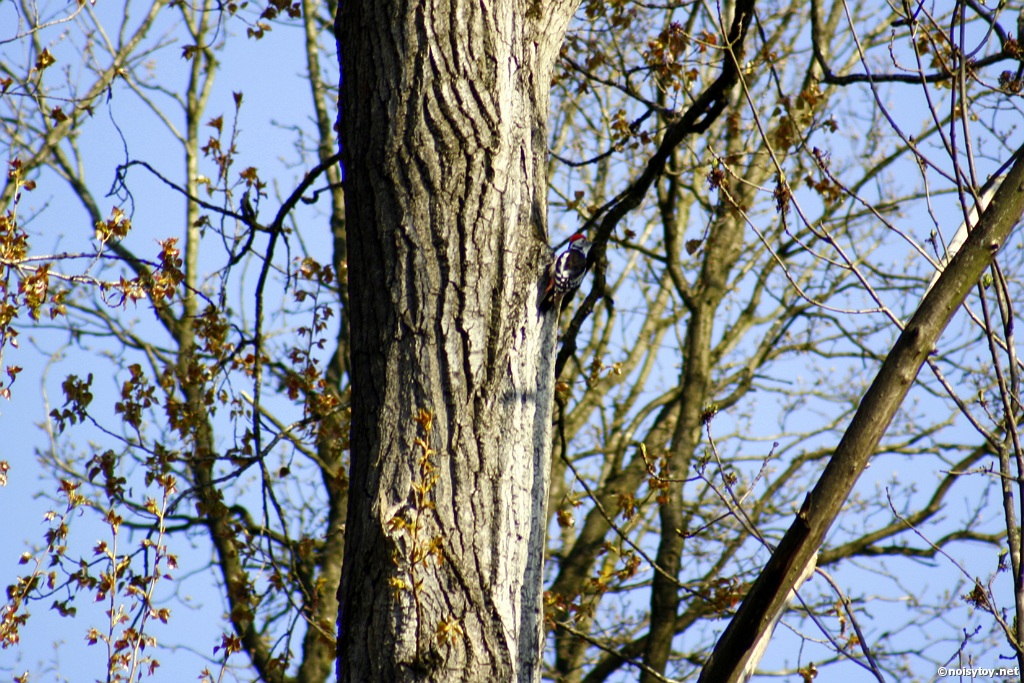
de middelste bonte specht, gespot in De Brand

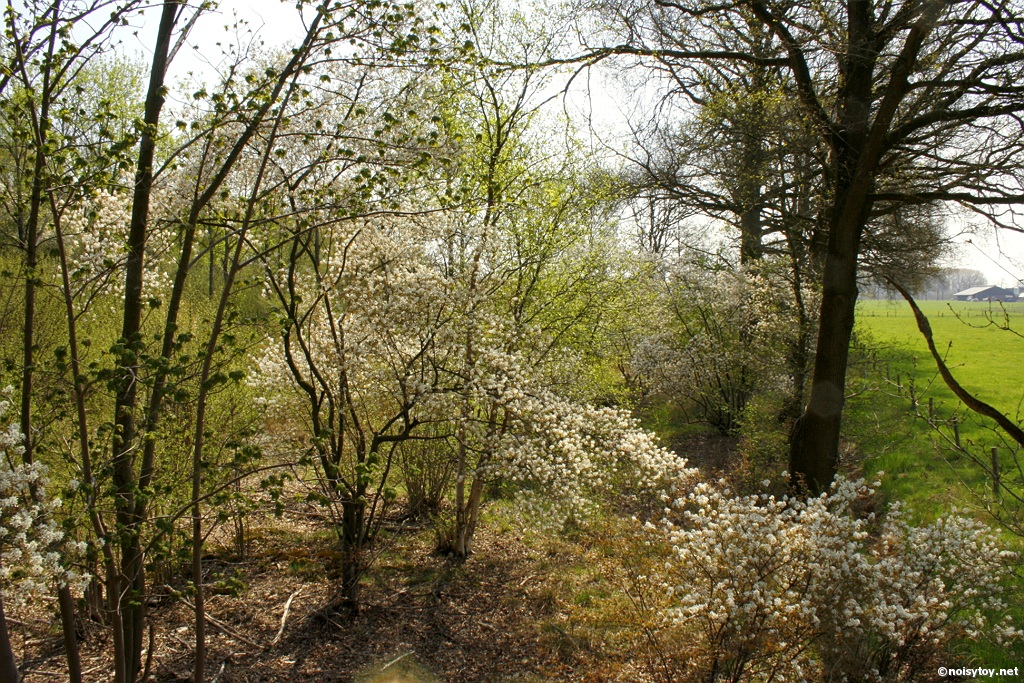
De Brand in de lente

De Brand is een natuurgebied in de Noord-Brabantse gemeente Tilburg. Het bevindt zich ten noorden van Udenhout en Biezenmortel.
De Brand maakt deel uit van het Nationaal Park De Loonse en Drunense Duinen en ligt tussen de eigenlijke duinen en de dorpen Udenhout en Biezenmortel. Het gebied bestaat uit vochtige graslanden en hakhoutbossen en wordt doorsneden door het riviertje de Zandleij en de daarin uitstromende Zandkantse Leij. Het Brabants Landschap bezit hier 482 ha. De Brand maakt ook deel uit van het Natura 2000-gebied Loonse en Drunense Duinen en Leemkuilen, onder andere wegens het voorkomen van zwakgebufferde vennen, blauwgraslanden en elzenbroekbossen. Bijzondere diersoorten die zijn aangetroffen zijn de medicinale bloedzuiger en de kamsalamander.

## Toponymie
De naam De Brand is afkomstig van de brandstof die men in dit gebied won. Er werd op kleine schaal turf gewonnen en ook brandhout gesprokkeld. In gemeenteraadsverslagen van 1852 en de jaren daarna was sprake van enige verveningsactiviteit die echter betrekkelijk marginaal was.

## Ontstaan
De Brand is gelegen in een laagte tussen dekzandruggen in. Met name de Cromvoirtse dekzandrug ten noorden van het gebied, waar ook de Loonse en Drunense Duinen liggen, blokkeerde de afwatering. Deze blokkade zal in de Dryastijd (ongeveer 10.000 v.Chr.) hebben plaatsgevonden. Hier werd dan ook Brabantse leem afgezet in een laag die tussen de 0,5 en 2,5 m dik is en die vlak onder de oppervlakte ligt. Deze laag is kalkrijk en houdt bovendien het oppervlaktewater vast. Daarnaast werd het gebied door kwel gekenmerkt.

## Cultuurlandschap
Aan de rand van het gebied, bij de Roomley te Udenhout, werden sporen van nederzettingen uit de ijzertijd aangetroffen. Ook werd aan de rand van het gebied Romeins aardewerk gevonden. Na de instorting van het Romeinse Rijk verdween de bevolking goeddeels en nam een dicht bos de plaats in van de ontginningen.
Gedurende de vroege middeleeuwen ontstonden er geleidelijk aan enkele nederzettingen rondom het gebied, zoals Berkel, Heukelom (Oisterwijk), Haaren en Belveren.
Het kerngebied bleef echter tot in de hoge middeleeuwen onbewoond. Dit werd in documenten uit die tijd als Silva de Odenhout aangeduid en was waarschijnlijk een elzenbroekbos. Dit behoorde toe aan de hertog van Brabant en aan plaatselijke allodiale heren, zoals de heer van Tilburg. Vooral hertog Hendrik I van Brabant wist deze heren tot zijn leenmannen te maken. De invloed van de heer van Tilburg verdween volledig. In 1232 schonk Hendrik I de gebruiksrechten van De Brand aan de Abdij van Tongerlo. De bedoeling hiervan was om ontginningen te bevorderen teneinde de economie te stimuleren. In 1290 en 1299 werden door de Hertog een aantal hoeven aan deze abdij geschonken.
Tegen het einde van de 13e eeuw en het begin van de 14e eeuw werden ook aan een Bossche patriciër en aan de Abdij Ter Kameren gronden in het gebied uitgegeven. Deze lagen ten noorden van de Groenstraat, aan de zuidrand van het gebied. In deze tijd begon de ontginning van het gebied. Dit geschiedde in een strokenpatroon, de zogenaamde hoevenstrokenontginning. Zo werden de betere en slechte gronden evenredig over de boeren verdeeld. Bij het begin van de strook lagen de akkers, dan volgden de weilanden, en op het eind was er bos. De stroken waren 125 tot 300 meter breed en tot 2700 meter lang. Ze zijn nog altijd op de topografische kaarten te zien. De basis van de ontginning van de Oude Tiend, het middelste deel, lag bij de Groenstraat, die Udenhout met Helvoirt verbindt. Het oostelijke deel of Hoornmanken Tiend werd vanuit de noordelijke dekzandrug ontgonnen. Deze delen vormden zogenaamde tiendblokken, administratieve eenheden waarover tienden werden geheven. De laatste ontginning, in het westelijke deel, was de Nieuwe Tiend. Sommige onregelmatigheden in de indeling, zoals de Moffelhoeve bij de buurtschap Schoorstraat, duiden op ontginningen van voor de strokenperiode.

## Waterlopen
Ter ontwatering werden bestaande natuurlijke waterlopen vergraven en andere gegraven. De Ley is mogelijk een vergraven waterloop terwijl de Zandleij vermoedelijk geheel gegraven is, evenals de Zandkantse Leij, die deel uitmaakt van de perceelscheidingen. De Zandkantse Leij is vermoedelijk in de 14e eeuw gegraven, en de Zandleij tussen de 14e en de 18e eeuw. In de 20e eeuw is de Zandleij gekanaliseerd en heeft een andere bedding gekregen.
In 2005 is het gebied aangemerkt als "Natura 2000"-gebied dat behoud en versterking van natuurwaarden vereist. In 2015 is daartoe door Waterschap De Dommel een "Projectplan Aanpassing Zandkantse Leij & Zandleij. Herstel Natte Natuurparel De Brand" opgesteld. Dit beoogt aanpassing van de waterhuishouding in en rond het gebied ter verbetering van de waterkwaliteit en kwantiteit voor de natte natuurwaarden. Het natte gebied dient tevens beschermd te worden tegen verdroging. In 2009 werd daartoe de nieuwe waterloop "Endekeloop" in het zuidelijk gedeelte van het gebied aangelegd. In 2017/2018 werd de noordelijke Zandkantse Leij verlegd en aangepast om het water van de begin 2018 af te dammen en gedeeltelijk gedempte Zandleij te kunnen afvoeren. Tevens werden diverse (ontwaterings-)sloten gedempt en diverse lopen versmalt of verondiept om het kwelwater in het gebied langer vast te houden waardoor vernatting én zuivering van het gebied ontstaat. De gedeeltelijke invoering van demping van sloten en lopen (en ophoging van toegangspaden naar particuliere percelen) wordt gevolgd om te zien hoe de nieuw ontstane waterhuishouding zich gaat gedragen en eventueel wordt overgegaan tot volledige demping tot op maaiveldhoogte. Demping en ophoging geschiedt met gebiedseigen grond o.a. verkregen bij ontgraving van de nieuwe loop van de Zandkantse Leij en de uitgraving van de nieuwe Endekeloop. De grondwaterstand is inmiddels (begin 2018) gestegen, afwatering gaat minder snel en geschied hoofdzakelijk weer door de oorspronkelijke beekloop, de Zandkantse Leij. Binnen het gebied werden oude stroomgeulen en laagtes (de Oerleij) aangetakt op het schonere water van de Diepe Leij om meer water in de kern van het natuurgebied te leiden Tevens werden op diverse plekken poelen gegraven t.b.v. de kamsalamander en de boomkikker die hier voorkomen.

## Historische overblijfselen
Niet alleen zijn vele perceelscheidingen nog intact, maar ook de grenzen van de tiendblokken komen vaak overeen met nog bestaande wegen, zoals de Gommelse Straat en de Groenstraat. Ten zuiden van deze straat liggen nog de Muntelje Tiend en de Hooghoutse Tiend.
Een aantal boerderijen staat nog op de plaats waar vóór 1500 ook al een boerderij te vinden was. Dan is er Kasteel Strijdhoef, dat reeds in 1380 wordt vernoemd maar tegenwoordig een 18e-eeuws landhuis is.

## Bosbouw
In 1850 was er nog 800 ha oud bos aanwezig, waarvan tot op heden 346 ha bewaard is gebleven. Dat is 1% van het areaal oude bossen in Nederland en 12% van dit areaal in Noord-Brabant. Uit het bestuderen van oude kaarten volgt dat sommige stukken bos ouder dan 200 jaar moeten zijn. Het is zelfs denkbaar dat er delen zijn die sinds de middeleeuwen continu bebost waren en dus op het Silva de Odenhout terug te voeren zouden zijn. Het zou om broekbos gaan dat extensief gebruikt werd voor hakhoutwinning. Veel bos ligt op rabatten, welke vermoedelijk in de 19e eeuw zijn opgeworpen. Mogelijk is toen Elzenbos door Eikenbos vervangen, onder meer om aan de vraag naar eikenschors te voldoen voor de leerlooierijen in de Langstraat.

## Flora
De plantensoorten van oude bossen die in De Brand werden aangetroffen zijn onder meer: bosanemoon, dubbelloof, bospaardenstaart, gele dovenetel, ruige veldbies, dalkruid, hengel, bosgierstgras, drienerfmuur, koningsvaren, tweestijlige meidoorn, witte klaverzuring, veelbloemige salomonszegel, gulden boterbloem en grootbloemmuur.

## Fauna
In de brand is een grote variëteit aan diersoorten. Naast in Noord-Brabant veel voorkomende bosbewoners als de ree, de haas, de das, de bosuil, de zwarte specht et cetera, worden er ook regelmatig zeldzame dieren waargenomen, zoals de boomkikker, de wielewaal, de blauwe kiekendief en de middelste bonte specht.

## Externe bron
- Joep Dirkx, 2001. Historische ecologie van De Brand en De Mortelen, Alterra-rapport 391